# Katmandu
Katmandu (nepáli: काठमाडौं, काठमान्डु, nepáli bhása: येंदेय्‌) Nepál fővárosa és egyben legnépesebb városa is. Nevének jelentése: fatemplom.

## Földrajz
Katmandu a Katmandu-völgyben, 1300 m magasan fekszik. A várost körülölelő hegyek magassága 2000 és 2700 méter közöttiek.

### Éghajlata
A Katmandu-völgy a meleg mérsékelt övben fekszik, az átlagos nyári hőmérséklet 28-30 °C körüli, az átlagos téli hőmérséklet pedig 10,1 °C körüli.
Csapadék többnyire monszun alapú (mintegy 65%-a koncentrálódik a monszun hónapban a júniustól augusztusig tartó időszakban). A csapadék mértéke meghaladja az 1400 millimétert évente Kathmanduban, az átlagosan páratartalom 75%. Csapadék szempontjából nagy szélsőségek is megfigyelhetőek voltak az elmúlt években. 2003 volt a legcsapadékosabb év, összesen több mint, 2900 mm csapadék esett a rendkívül erős monszun miatt. Ezzel szemben 2001 során csak 356 mm csapadék hullott a rendkívül gyenge monszun miatt.
| Hónap | Jan. | Feb. | Már. | Ápr. | Máj. | Jún. | Júl. | Aug. | Szep. | Okt. | Nov. | Dec. | Év   |
| --- | ---- | ---- | ---- | ---- | ---- | ---- | ---- | ---- | ----- | ---- | ---- | ---- | ---- |
| Rekord max. hőmérséklet (°C)                                                                                        | 24,4 | 28,3 | 33,3 | 35,0 | 36,1 | 37,2 | 32,8 | 33,3 | 33,3  | 33,3 | 29,4 | 28,3 | 37,2 |
| Átlagos max. hőmérséklet (°C)                                                                                       | 19,1 | 21,4 | 25,3 | 28,2 | 28,7 | 29,1 | 28,4 | 28,7 | 28,1  | 26,8 | 23,6 | 20,2 | 25,7 |
| Átlagos min. hőmérséklet (°C)                                                                                       | 2,4  | 4,5  | 8,2  | 11,7 | 15,7 | 19,1 | 20,2 | 20,0 | 18,5  | 13,4 | 7,8  | 3,7  | 12,1 |
| Rekord min. hőmérséklet (°C)                                                                                        | −2,8 | −1,1 | 1,7  | 4,4  | 9,4  | 13,9 | 16,1 | 16,1 | 13,3  | 5,6  | 0,6  | −1,7 | −2,8 |
| Átl. csapadékmennyiség (mm)                                                                                         | 14   | 18   | 34   | 61   | 123  | 236  | 363  | 330  | 193   | 51   | 8    | 13   | 1444 |
| Havi napsütéses órák száma                                                                                          | 223  | 254  | 260  | 231  | 229  | 186  | 136  | 159  | 132   | 252  | 244  | 250  | 2556 |
| Forrás: Department of Hydrology and Meteorology, World Meteorological Organization, Danish Meteorological Institute |      |      |      |      |      |      |      |      |       |      |      |      |      |

## Történelem
1382-ben Jayasthiti Malla lett a völgy ura. Ő alapította a Malla-dinasztiát. Három generációval később a korábbi országot megosztotta a három fivér és a húg, így Katmandu, Lalitpur, Banepa és Bhadgaon lett a négy főváros. Ebben az időszakban kezdett el felvirágozni. Több pagodát és palotát építettek.

## Közlekedés
A városban egy központi buszpályaudvar található.
Katmandu keleti részén, a város központjától 5 km-re  található a Tribhuvan nemzetközi repülőtér. A repülőtéren két terminál van. Az egyik a nemzetközi, a másik a belföldi járatok fogadásáért felel.

## Lakosság
Katmanduban 2001-ben 729 690 fő lakott. Lakossága 2011-ben meghaladta az 1 millió főt.

## Közigazgatás

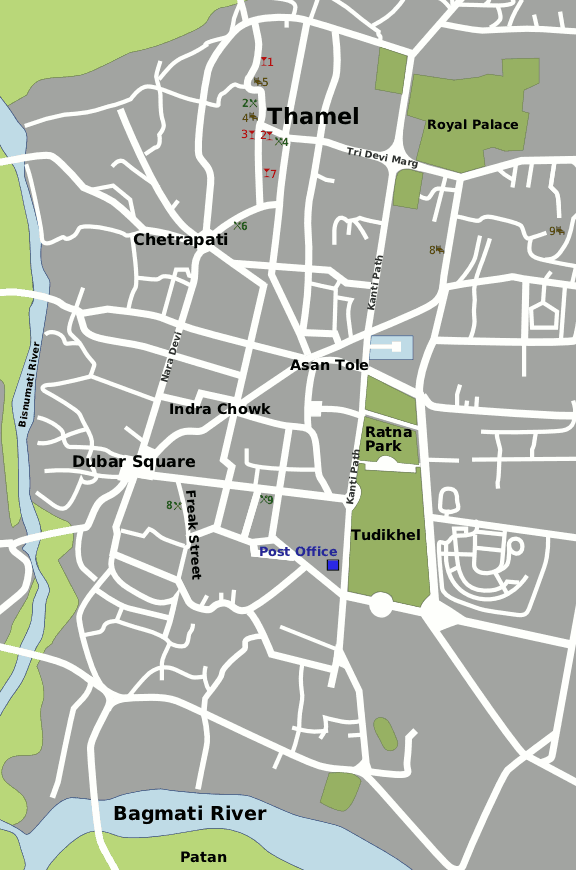
A belváros térképe

A város hivatalos neve: kaaThmaa: Dau mahaanagarpaalikaa (Katmandu Nagyváros).
A nagyvárost 5 fő szektorra, ezen belül 35 városrészre osztották:
- Belváros: 12, 17, 18, 19, 20, 21, 22, 23, 24, 25, 26, 27, 28 és 30
- Közép: 1, 5, 11, 31, 32 és 33
- Kelet: 6, 7, 8, 9, 10, 34 és 35
- Dél: 2, 3, 4, 16 és 29
- Nyugat: 13, 14 és 15

## Oktatás

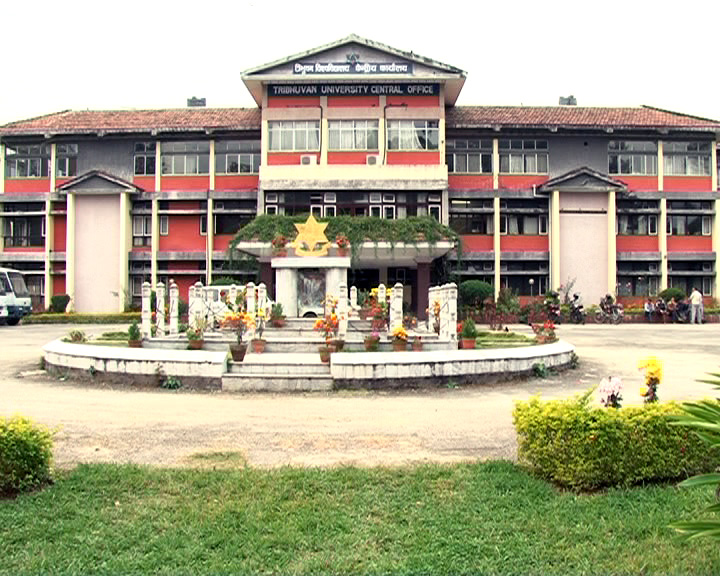
A Tribhuvan Egyetem épülete

Katmandu legnagyobb egyeteme Kirtipurban a Tribhuvan Egyetem.

## Látnivalók
- Dharahara

## Testvértelepülések
- Eugene (Oregon), Amerikai Egyesült Államok
- Macumoto, Japán
- Hszian, Kína
- Rangun, Mianmar
- Minszk, Fehéroroszország
- Phenjan, Észak-Korea

## Galéria

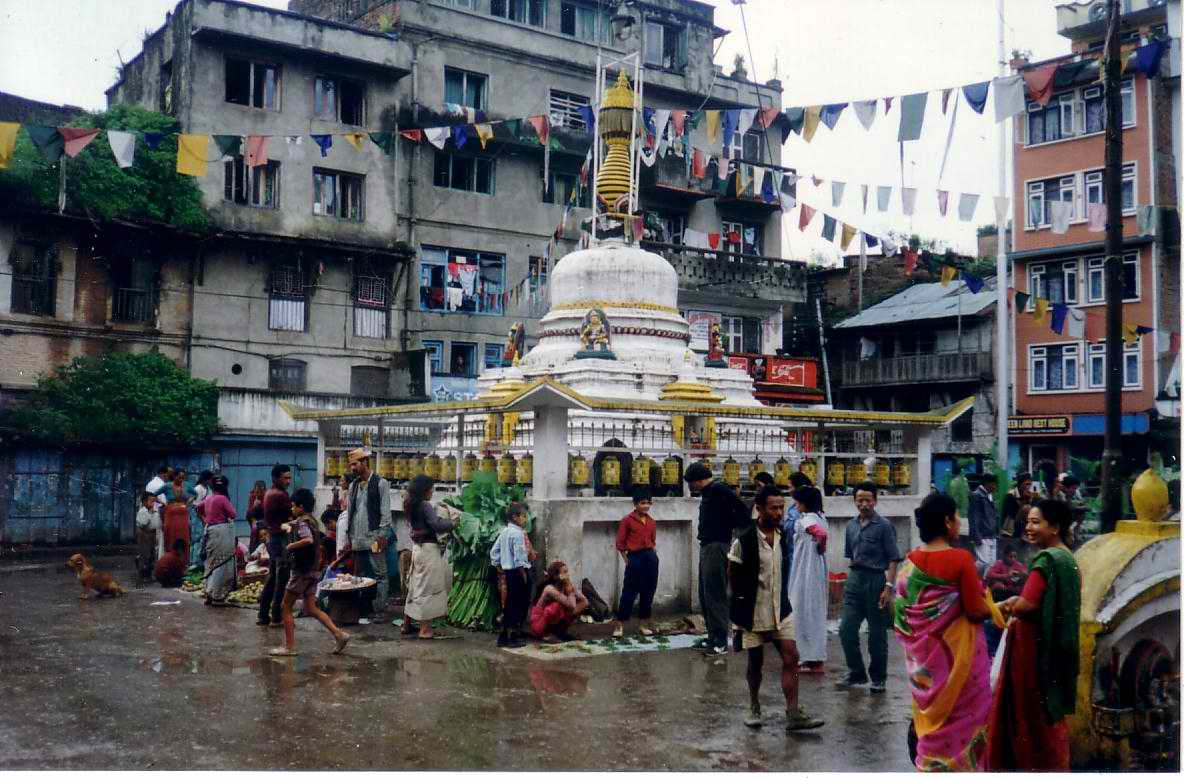
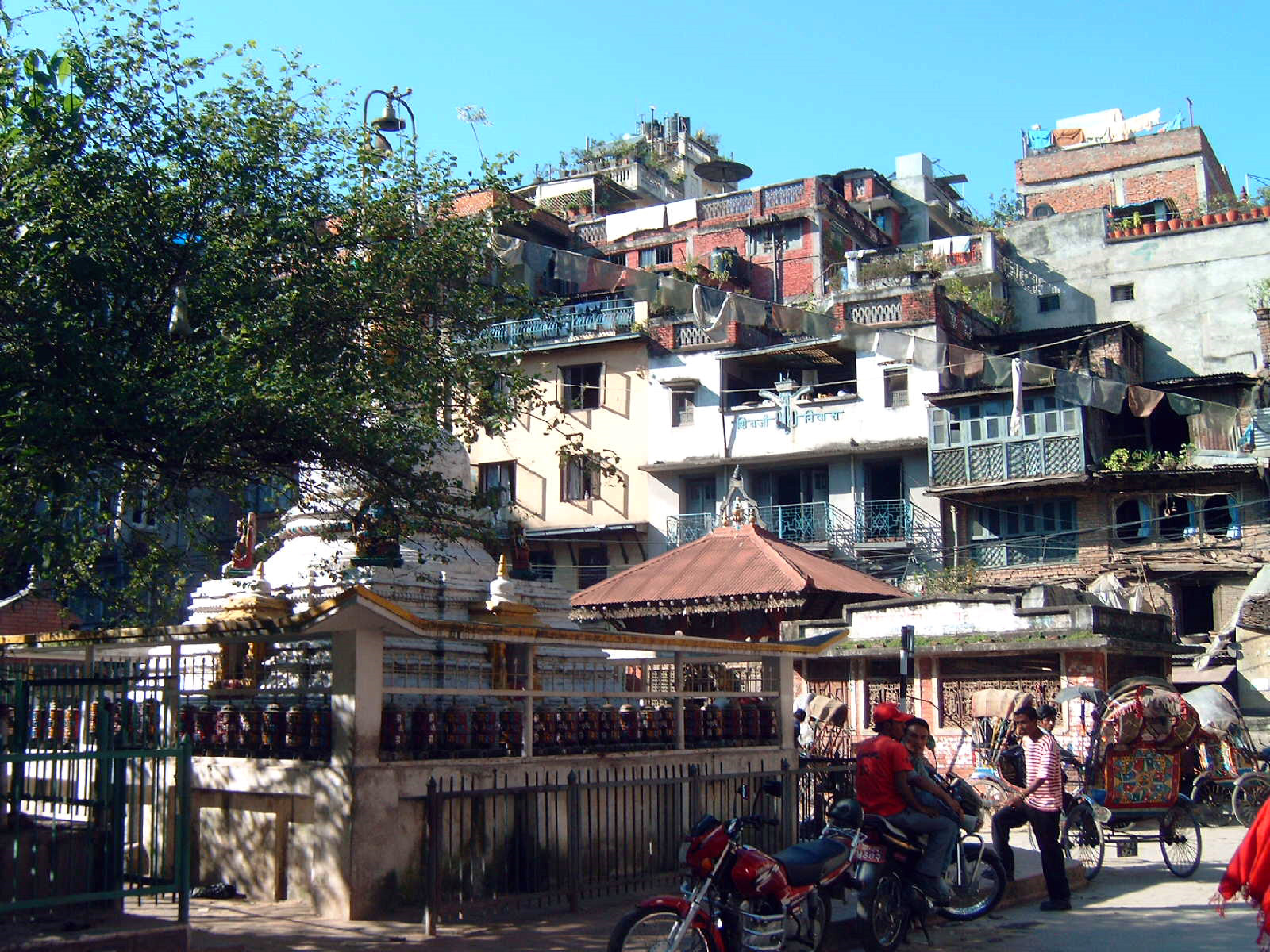
Tahiti
Boudha sztúpa környéke
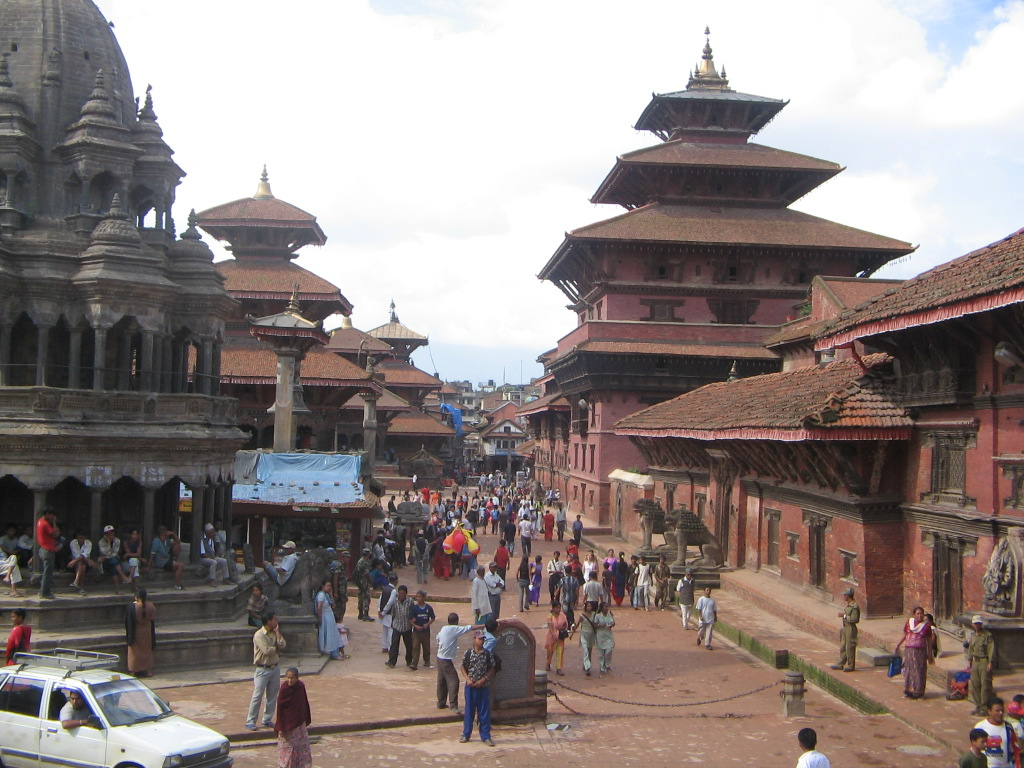
Durbar tér, Patan (Mongol Bazar)
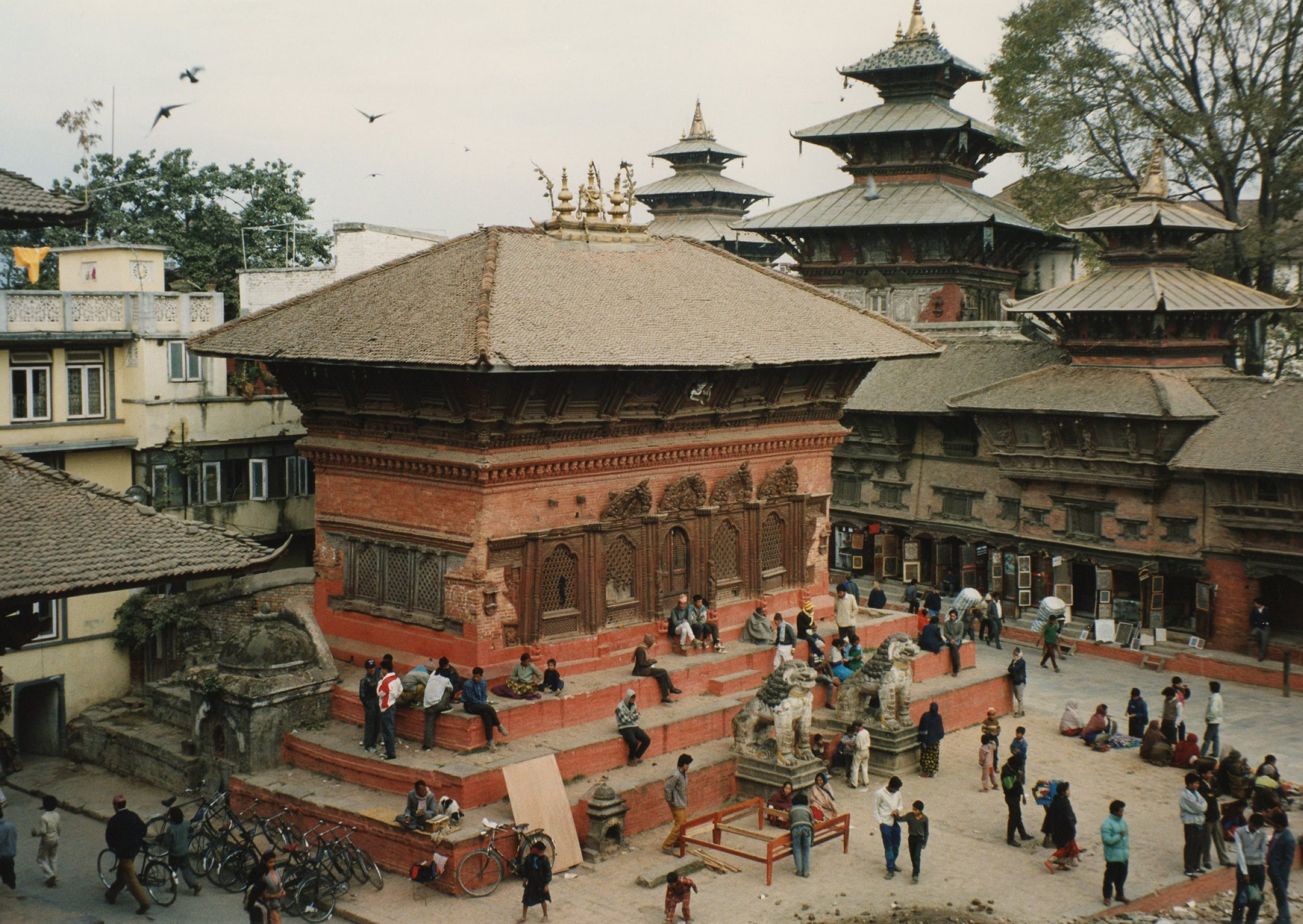
Durbar tér
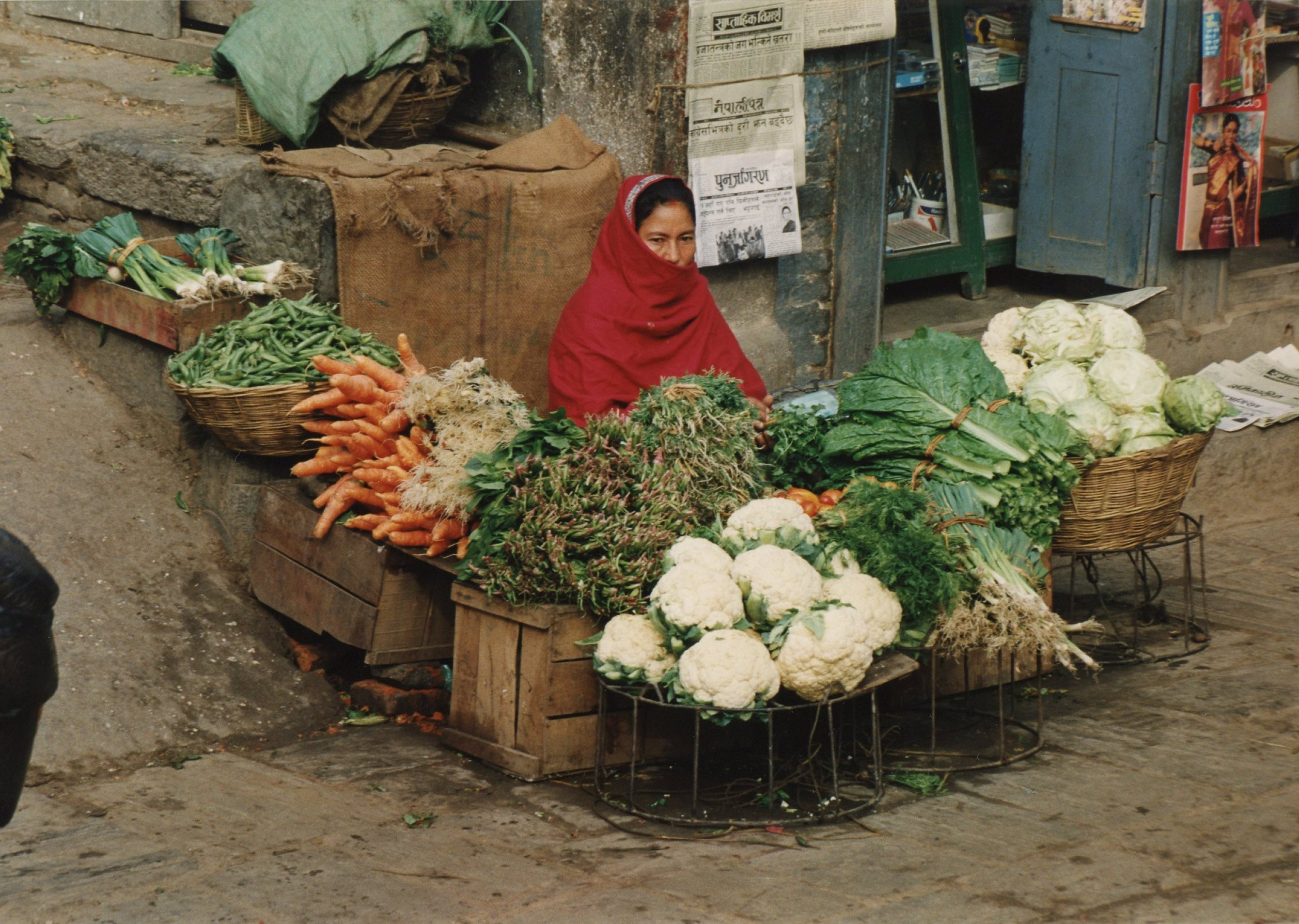
Zöldségárus
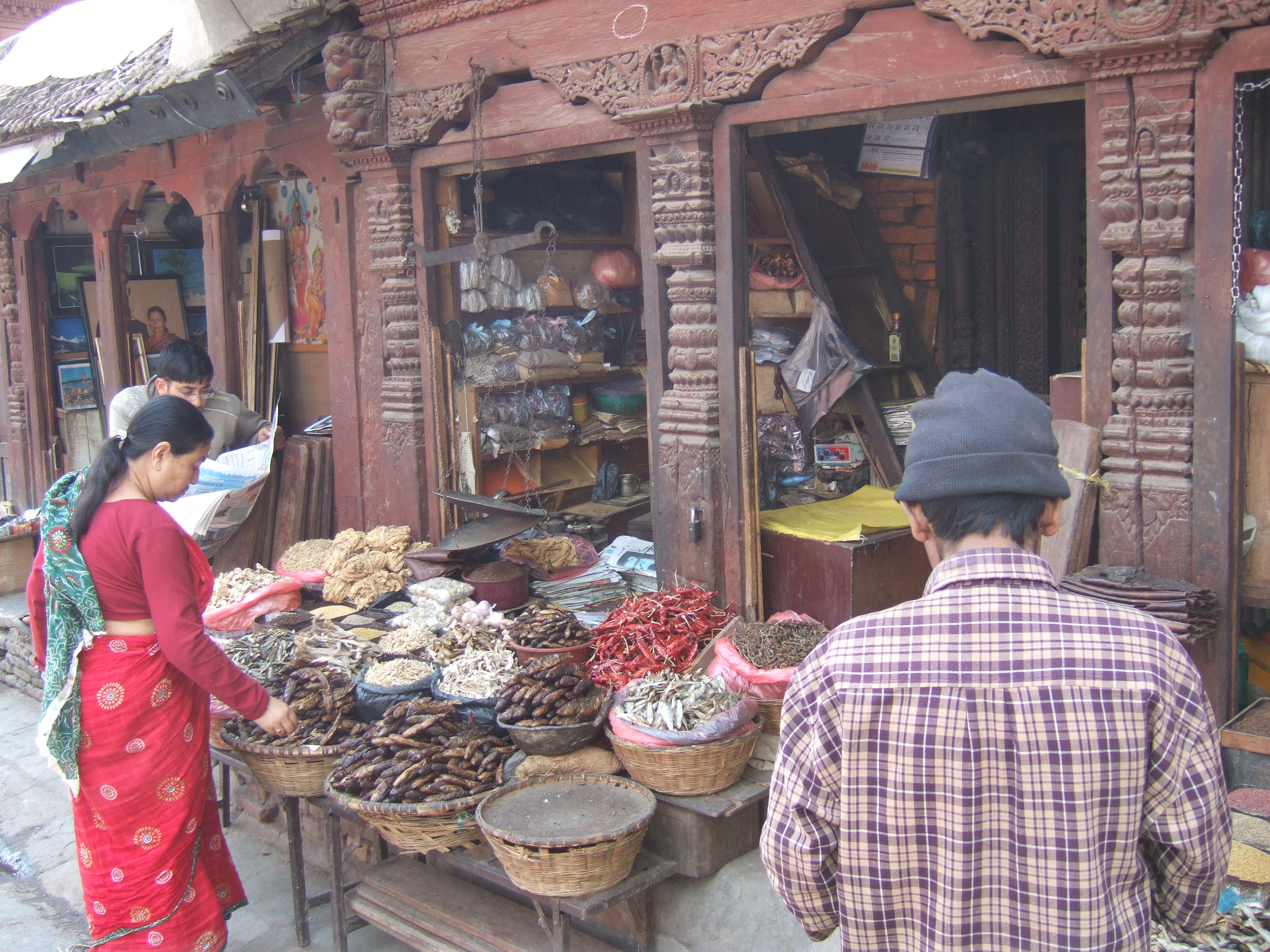
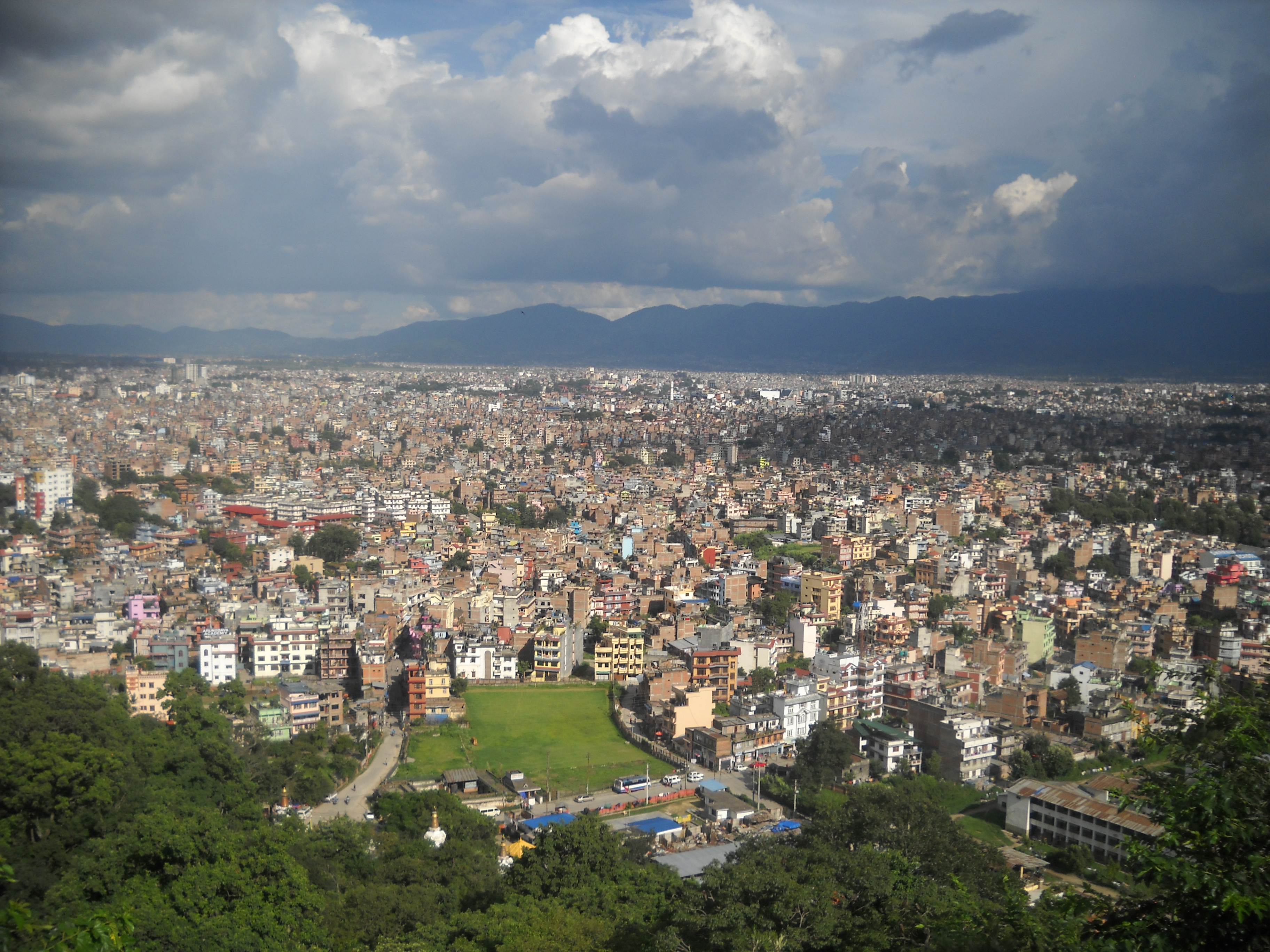
Városkép
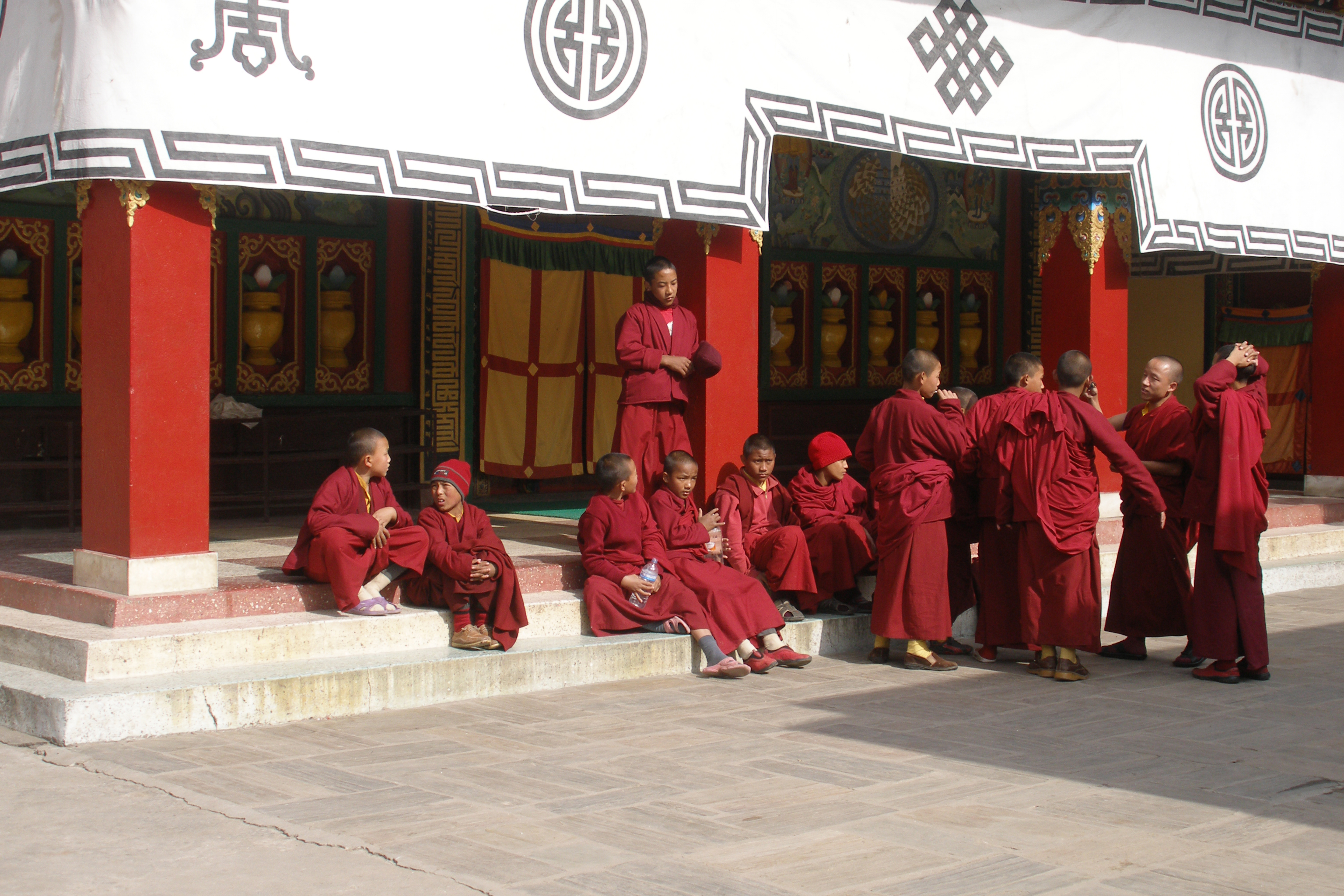
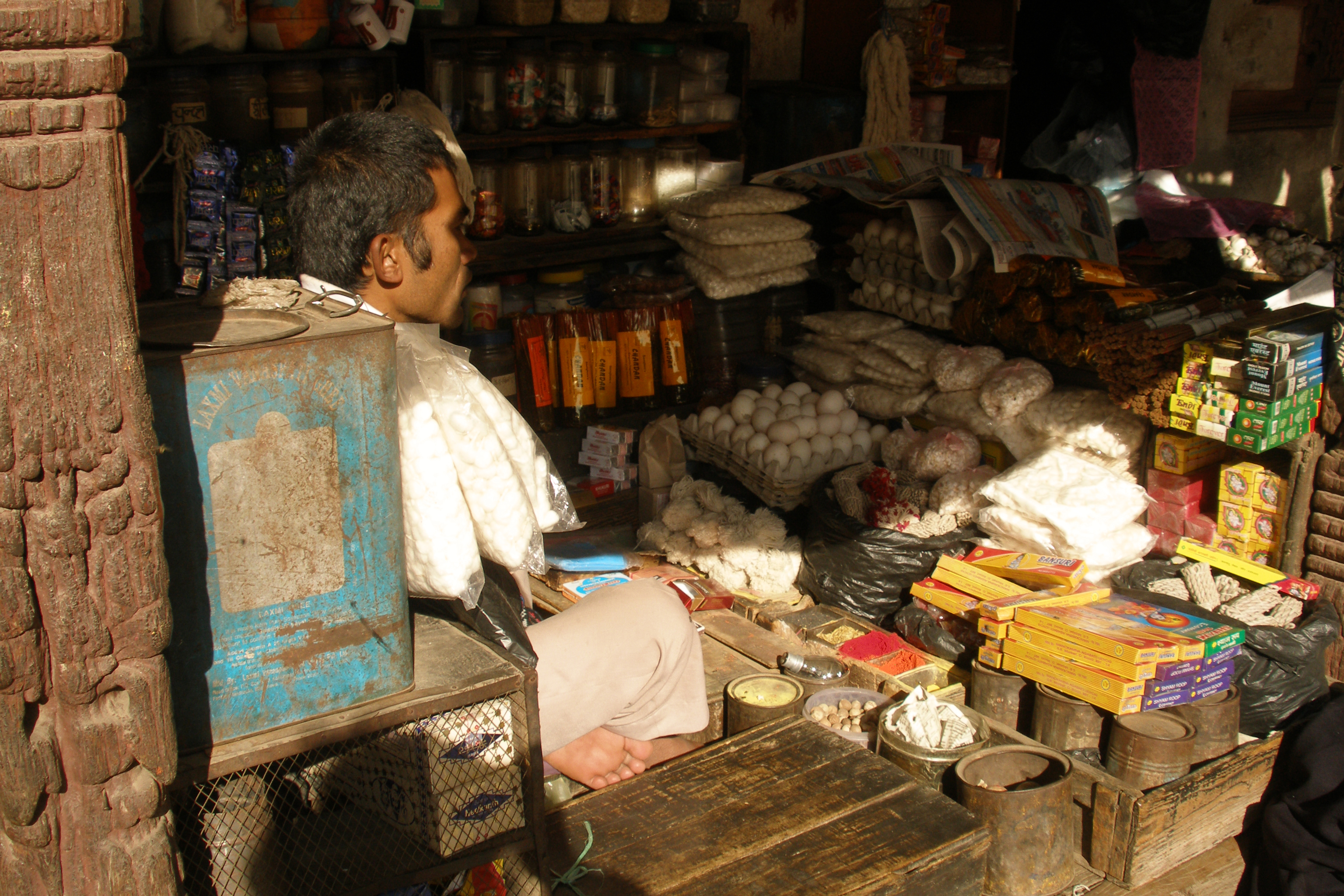
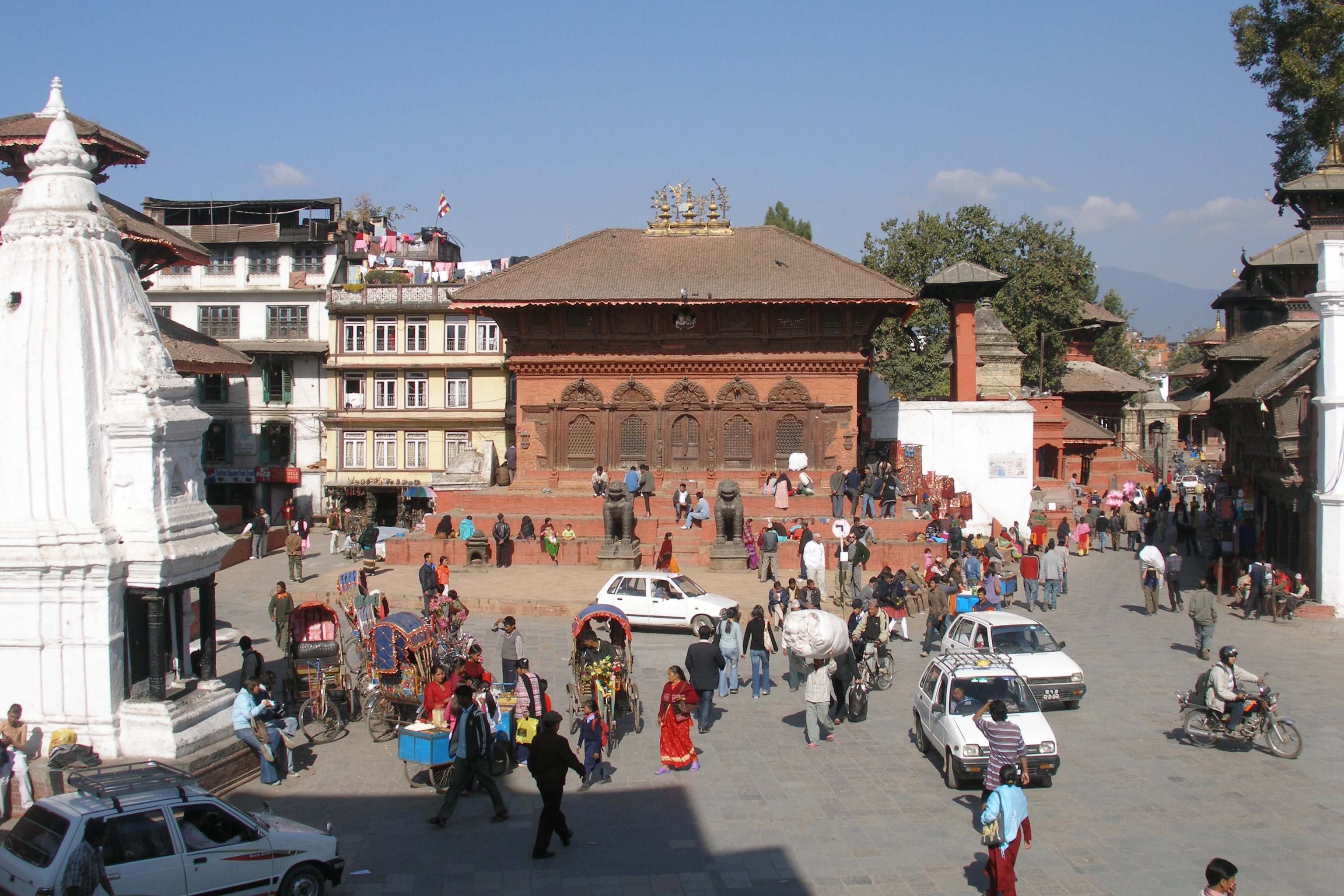